# Sieć Badawcza Łukasiewicz − Instytut Ceramiki i Materiałów Budowlanych

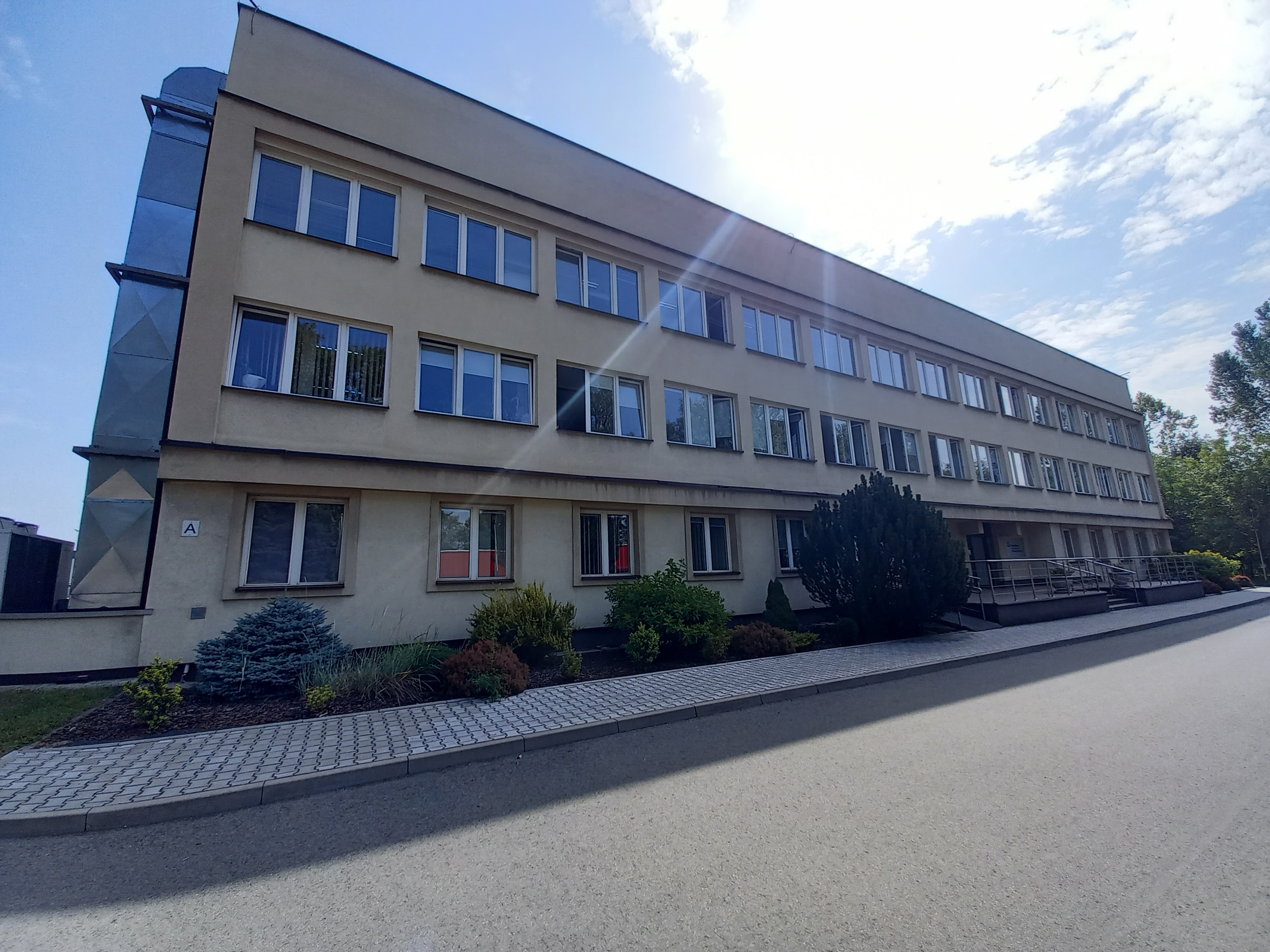
Budynek głównej siedziby Instytutu przy ul. Cementowej 8 w Krakowie

Sieć Badawcza Łukasiewicz − Instytut Ceramiki i Materiałów Budowlanych — państwowa jednostka badawcza i wdrożeniowa pokrywającą swoim obszarem wszystkie dziedziny nauki i przemysłu związane z przetwórstwem surowców niemetalicznych, w szczególności związanych z produkcją wyrobów ceramicznych i ze szkła, materiałów ogniotrwałych oraz mineralnych materiałów budowlanych, spoiw mineralnych oraz wyrobów betonowych.
Siedziba Instytutu znajduje się przy ul. Cementowej 8 w Krakowie.

## Opis
Instytut powstał w 1951 roku. Realizowane w nim zadania naukowo – badawcze i badawczo – rozwojowe, są ściśle związane z dyscyplinami naukowymi, będącymi przedmiotem działalności statutowej Instytutu. Wyniki tych badań są wdrażane na rynku przemysłowym zgodnie z tendencjami rozwoju.
Instytut jest częścią powstałej w 2019 Sieci Badawczej Łukasiewicz. Instytut zatrudnia ponad 300 osób. Misją instytutu jest współudział w realizacji strategii rozwoju gospodarki opartej na wiedzy poprzez opracowywanie i wdrażanie zaawansowanych technik materiałowych w dziedzinie ceramiki, szkła, materiałów ogniotrwałych i budowlanych. Instytut jest jednostką notyfikowaną Unii Europejskiej Nr 1487 oraz Europejskiej Komisji Gospodarczej ONZ Nr E 20/F w zakresie homologacji szyb samochodowych.

## Historia Instytutu
- 1951 – Założenie Instytutu Technologii Krzemianów
- 1954 – Przekształcenie w Instytut Przemysłu Szkła i Ceramiki
- 1971 – Zmiana nazwy na Instytut Szkła
- 1975 – Zmiana nazwy na Instytut Szkła i Ceramiki

W 2007 roku do Instytutu Szkła i Ceramiki, zostają włączone jednostki naukowe: Instytut Materiałów Ogniotrwałych oraz Instytut Mineralnych Materiałów Budowlanych w Opolu. W wyniku zmian, utworzona jednostka zmieniła nazwę na: Instytut Szkła, Ceramiki, Materiałów Ogniotrwałych i Budowlanych. W roku 2010 do instytutu włączono Centralny Ośrodek Badawczo – Rozwojowy Przemysłu Betonów „CEBET” w Warszawie. W wyniku zmian, Instytut przyjmuje nazwę: Instytut Ceramiki i Materiałów Budowlanych.
- 2010 – Minister Nauki i Szkolnictwa Wyższego prof. Barbara Kudrycka 30 września 2010 roku ogłosiła komunikat o ustaleniu pierwszej kategorii jednostki naukowej dla Instytutu Ceramiki i Materiałów Budowlanych[4].
- 2011 – Oddział Betonów CEBET zostaje przekształcony w komórkę organizacyjną pod nazwą Centrum Badań Betonów CEBET[1].